# Hiperion (mjesec)
Hiperion (također Saturn VII) je prirodni satelit Saturna. Nazvan je po Hiperionu, Uranovom sinu. Otkriven je 1848., i prvi je otkriven satelit neprvailnog oblika. Ima orbitalni period od 21 dana, 6 sati, 38 minuta i 19 sekundi. 
Kruži oko Saturna na udaljenosti od 1 481 100 km. Promjer mu je 266 km, čime je jedno od najvećih tijela nepravilnog oblika. Najveći krater na Hiperionu ima promjer 121 km, a dubok je 10 km. Hiperion je nepravilnog oblika, a ima kaotičnu rotaciju - njegova se os mijenja. Ima nisku gustoću od samo 0.566 g/cm³. Vjeruje se da je Hiperion dio nekadašnjeg većeg tijela. Cassini-Huygens otkrio je naslage u kraterima. Vjeruje se da te naslage dolaze iz prstena poznatog kao Febin prsten. Hiperion je crveniji od Febe, a naslage se podudaraju s onima na Japetovoj "prednjoj" strani.
Prve snimke Hiperiona napravio je Voyager 2 1981. Prikazale su neke kratere. Cassini-Huygens je četiri puta proletio pokraj Hiperiona i istražio ga detaljno. Prvi prelet dogodio se 26. rujna 2005. To je bio najbliži prelet, s udaljenosti od 500 km. Dva najdalja preleta napravio je 25. kolovoza i 16. rujna 2011., oba na udaljenosti od 58 000 km. Zadnji je prelet napravio 31. svibnja 2015., s udaljenosti od 34 000 km. 

## Vanjske poveznice
Astronomska sekcija Fizikalnog društva Split - Hiperion, saturnov satelit  Arhivirana inačica izvorne stranice od 10. travnja 2005. (Wayback Machine)